# Memnoniella zingiberis
Memnoniella zingiberis är en svampart som beskrevs av V. Rao 1963. Memnoniella zingiberis ingår i släktet Memnoniella, ordningen köttkärnsvampar, klassen Sordariomycetes, divisionen sporsäcksvampar och riket svampar.   Inga underarter finns listade i Catalogue of Life.